# 2022-es gyorsasági kajak-kenu világbajnokság
A 2022-es gyorsasági kajak-kenu világbajnokság 2022. augusztus 3. és 7. között került megrendezésre Kanadában, Dartmouthban.
Ez a negyedik alkalom (1986, 1997, 2009), hogy Kanada gyorsasági kajak-kenu világbajnokságot rendezhet.

## Magyar érmesek
| Érem      | Versenyző                                           | Versenyszám     | Dátum        |
| --------- | --------------------------------------------------- | --------------- | ------------ |
| Aranyérem | Kiss Blanka Lucz Anna                               | Női K2 200 m    | augusztus 6. |
| Aranyérem | Kopasz Bálint                                       | Férfi K1 1000 m | augusztus 6. |
| Aranyérem | Nádas Bence Kopasz Bálint                           | Férfi K2 500 m  | augusztus 7. |
| Aranyérem | Kőhalmi Emese                                       | Női K1 5000 m   | augusztus 7. |
| Ezüstérem | Rendessy Eszter                                     | Női K1 1000 m   | augusztus 7. |
| Bronzérem | Bragato Giada Nagy Bianka                           | Női C2 200 m    | augusztus 6. |
| Bronzérem | Bragato Giada Nagy Bianka                           | Női C2 500 m    | augusztus 6. |
| Bronzérem | Lucz Anna                                           | Női K1 200 m    | augusztus 7. |
| Bronzérem | Csizmadia Kolos                                     | Férfi K1 200 m  | augusztus 7. |
| Bronzérem | Noé Bálint Kulifai Tamás                            | Férfi K2 1000 m | augusztus 7. |
| Bronzérem | Balla Virág Takács Kincső Bragato Giada Nagy Bianka | Női C4 500 m    | augusztus 7. |

## A magyar csapat
A 2022-es magyar vb keret tagjai:

### Férfiak

#### Kajak
| Versenyző                                          | Versenyszám | Előfutam | Előfutam | Előfutam | Elődöntő | Elődöntő | Elődöntő | Döntő | Döntő    | Döntő    | Helyezés  |
| Versenyző                                          | Versenyszám | Idő      | Hely.    | Össz.    | Idő      | Hely.    | Össz.    | Típus | Idő      | Helyezés | Helyezés  |
| -------------------------------------------------- | ----------- | -------- | -------- | -------- | -------- | -------- | -------- | ----- | -------- | -------- | --------- |
| Csizmadia Kolos                                    | K1 200 m    | 35,80    | 1.       | 1.       | erőnyerő | erőnyerő | erőnyerő | A     | 36,82    | 3.       | Bronzérem |
| Balogh Gergely                                     | K1 500 m    | 1:43,66  | 2.       | 6.       | 1:43,35  | 4        | 9.       | B     | 1:50,81  | 3.       | 12.       |
| Nádas Bence Kopasz Bálint                          | K2 500 m    | 1:37,65  | 2.       | 5.       | 1:34,51  | 1.       | 4.       | A     | 1:34,98  | 1.       | Aranyérem |
| Nádas Bence Kuli István Varga Ádám Csizmadia Kolos | K4 500 m    | 1:23,53  | 3.       | 8.       | 1:24,07  | 4.       | 6.       | B     | 1:28,11  | 2.       | 11.       |
| Kopasz Bálint                                      | K1 1000 m   | 3:41,26  | 1.       | 1.       | 3:43,08  | 2.       | 5.       | A     | 3:38,93  | 1.       | Aranyérem |
| Noé Bálint Kulifai Tamás                           | K2 1000 m   | 3:28,07  | 1.       | 5.       | erőnyerő | erőnyerő | erőnyerő | A     | 3:37,77  | 3.       | Bronzérem |
| Noé Bálint                                         | K1 5000 m   |          |          |          |          |          |          | A     | 22:56,68 | 8.       | 8.        |

#### Kenu
| Versenyző                                                   | Versenyszám | Előfutam | Előfutam | Előfutam | Elődöntő | Elődöntő | Elődöntő | Döntő | Döntő    | Döntő    | Helyezés |
| Versenyző                                                   | Versenyszám | Idő      | Hely.    | Össz.    | Idő      | Hely.    | Össz.    | Típus | Idő      | Helyezés | Helyezés |
| ----------------------------------------------------------- | ----------- | -------- | -------- | -------- | -------- | -------- | -------- | ----- | -------- | -------- | -------- |
| Korisánszky Dávid                                           | C1 200 m    | 41,85    | 5.       | 9.       | 42,51    | 1.       | 1.       | A     | 40,18    | 8.       | 8.       |
| Fejes Dániel                                                | C1 500 m    | 1:57,28  | 4.       | 13.      | 1:58,22  | 5.       | 10.      | B     | 1:50,81  | 3.       | 12.      |
| Hajdu Jonatán Fekete Ádám                                   | C2 500 m    | 1:46,93  | 4.       | 11.      | 1:44,39  | 2.       | 4.       | A     | 1:48,46  | 7.       | 7.       |
| Kollár Kristóf Zombori Dominik Slihoczki Ádám Koczkás Dávid | C4 500 m    |          |          |          |          |          |          | A     | 1:43,32  | 4.       | 4.       |
| Adolf Balázs                                                | C1 1000 m   | 4:12,94  | 3.       | 9.       | 4:11,10  | 4.       | 6.       | B     | 4:19,68  | 3.       | 12.      |
| Adolf Balázs                                                | C1 5000 m   |          |          |          |          |          |          | A     | 24:37,57 | 5.       | 5.       |
| Kiss Balázs Hodován Bálint                                  | C2 1000 m   | 3:54,95  | 3.       | 7.       | erőnyerő | erőnyerő | erőnyerő | A     | 4:09,49  | 7.       | 7.       |

### Nők

#### Kajak
| Versenyző                                           | Versenyszám | Előfutam | Előfutam | Előfutam | Elődöntő | Elődöntő | Elődöntő | Döntő | Döntő    | Döntő    | Helyezés  |
| Versenyző                                           | Versenyszám | Idő      | Hely.    | Össz.    | Idő      | Hely.    | Össz.    | Típus | Idő      | Helyezés | Helyezés  |
| --------------------------------------------------- | ----------- | -------- | -------- | -------- | -------- | -------- | -------- | ----- | -------- | -------- | --------- |
| Lucz Anna                                           | K1 200 m    | 40,81    | 1.       | 2.       | erőnyerő | erőnyerő | erőnyerő | A     | 43,09    | 3.       | Bronzérem |
| Rendessy Eszter                                     | K1 500 m    | 1:54,66  | 1.       | 3.       | 1:57,43  | 2.       | 5.       | A     | 2:01,06  | 7.       | 7.        |
| Rendessy Eszter                                     | K1 1000 m   | 4:14,69  | 1.       | 1.       | erőnyerő | erőnyerő | erőnyerő | A     | 4:28,97  | 2.       | Ezüstérem |
| Kiss Blanka Lucz Anna                               | K2 200 m    | 39,59    | 1.       | 1.       | erőnyerő | erőnyerő | erőnyerő | A     | 38,76    | 1.       | Aranyérem |
| Kiss Blanka Lucz Anna                               | K2 500 m    | 1:52,61  | 3.       | 7.       | 1:51,15  | 4.       | 7.       | B     | 1:56,64  | 9.       | 18.       |
| Kőhalmi Emese                                       | K1 5000 m   |          |          |          |          |          |          | A     | 23:56,44 | 1.       | Aranyérem |
| Kőhalmi Emese Fojt Sára Pupp Noémi Gazsó Alida Dóra | K4 500 m    | 1:37,61  | 3.       | 6.       | erőnyerő | erőnyerő | erőnyerő | A     | 1:34,11  | 6.       | 6.        |

#### Kenu
| Versenyző                                           | Versenyszám | Előfutam | Előfutam | Előfutam | Elődöntő | Elődöntő | Elődöntő | Döntő   | Döntő         | Döntő         | Helyezés      |
| Versenyző                                           | Versenyszám | Idő      | Hely.    | Össz.    | Idő      | Hely.    | Össz.    | Típus   | Idő           | Helyezés      | Helyezés      |
| --------------------------------------------------- | ----------- | -------- | -------- | -------- | -------- | -------- | -------- | ------- | ------------- | ------------- | ------------- |
| Takács Kincső                                       | C1 200 m    | 50,15    | 7.       | 12.      | 54,09    | 7.       | 7.       | kiesett | kiesett       | kiesett       | kiesett       |
| Balla Virág                                         | C1 500 m    | 2:16,03  | 3.       | 3.       | erőnyerő | erőnyerő | erőnyerő | A       | 2:27,72       | 4.            | 4.            |
| Balla Virág                                         | C1 1000 m   |          |          |          |          |          |          | A       | 4:52,49       | 4.            | 4.            |
| Balla Virág                                         | C1 5000 m   |          |          |          |          |          |          | A       | nem ért célba | nem ért célba | nem ért célba |
| Bragato Giada Nagy Bianka                           | C2 200 m    |          |          |          |          |          |          | A       | 47,59         | 3.            | Bronzérem     |
| Bragato Giada Nagy Bianka                           | C2 500 m    | 2:05,31  | 3.       | 8.       | erőnyerő | erőnyerő | erőnyerő | A       | 2:04,70       | 3.            | Bronzérem     |
| Balla Virág Takács Kincső Bragato Giada Nagy Bianka | C4 500 m    |          |          |          |          |          |          | A       | 1:57,39       | 3.            | Bronzérem     |

### Vegyes
| Versenyző                       | Versenyszám | Előfutam | Előfutam | Előfutam | Elődöntő | Elődöntő | Elődöntő | Döntő | Döntő   | Döntő    | Helyezés |
| Versenyző                       | Versenyszám | Idő      | Hely.    | Össz.    | Idő      | Hely.    | Össz.    | Típus | Idő     | Helyezés | Helyezés |
| ------------------------------- | ----------- | -------- | -------- | -------- | -------- | -------- | -------- | ----- | ------- | -------- | -------- |
| Gazsó Alida Dóra Kurucz Levente | K2 500 m    | 1:43,74  | 4.       | 4.       | 1:49,84  | 2.       | 2.       | A     | 1:44,97 | 6.       | 6.       |
| Gönczöl Laura Fejes Dániel      | C2 500 m    |          |          |          |          |          |          | A     | 2:02,17 | 6.       | 6.       |

## Eredmények

### Férfi

#### Kajak
*   Nem olimpiai versenyszám
| Versenyszám | Arany                                                                             | Arany    | Ezüst                                                                   | Ezüst    | Bronz                                                                   | Bronz    |
| ----------- | --------------------------------------------------------------------------------- | -------- | ----------------------------------------------------------------------- | -------- | ----------------------------------------------------------------------- | -------- |
| K1 200 m    | Arévalo Carlos · Spanyolország                                                    | 36.43    | Menning Petter · Svédország                                             | 36.71    | Csizmadia Kolos · Magyarország                                          | 36,82    |
| K1 500 m    | Dostál Josef · Csehország                                                         | 1:42,45  | Westhuyzen Jean · Ausztrália                                            | 1:43,57  | Pimenta Fernando · Portugália                                           | 1:44,06  |
| K1 1000 m   | Kopasz Bálint · Magyarország                                                      | 3:38,93  | Pimenta Fernando · Portugália                                           | 3:38,98  | Schopf Jacob · Németország                                              | 3:40,27  |
| K1 5000 m   | Lindberg Joakim · Svédország                                                      | 21:34,26 | Grossmann Tamas · Németország                                           | 21:51,39 | Cobelos Francisco · Spanyolország                                       | 21:54,46 |
| K2 500 m    | Nádas Bence · Kopasz Bálint · Magyarország                                        | 1:34,98  | Maldonis Mindaugas · Olijnikas Andrejus · Litvánia                      | 1:35.56  | Westhuyzen Jean · Green Thomas · Ausztrália                             | 1:35.85  |
| K2 1000 m   | Hiller Martin · Gecső Tamás · Németország                                         | 3:32,47  | Burgo Samuele · Schera Andrea · Olaszország                             | 3:36.82  | Noé Bálint · Kulifai Tamás · Magyarország                               | 3:37.77  |
| K4 500 m    | Craviotto Saul · Arevalo Carlos · Copper Marcus · Germade Rodrigo · Spanyolország | 1:20,83  | Rendschmidt Max · Liescher Tom · Schopf Jacob · Lemke Max · Németország | 1:21,27  | Kukharyk Oleh · Danylenko Dmytro · Trunov Igor · Semykin Ivan · Ukrajna | 1:21,38  |

#### Kenu
*   Nem olimpiai versenyszám
| Versenyszám | Arany                                                                     | Arany    | Ezüst                                                                                   | Ezüst    | Bronz                                                                              | Bronz    |
| ----------- | ------------------------------------------------------------------------- | -------- | --------------------------------------------------------------------------------------- | -------- | ---------------------------------------------------------------------------------- | -------- |
| C1 200 m    | Kolidych Oleksii · Lengyelország                                          | 39,25    | Pickert Nico · Németország                                                              | 39,35    | Stepanov Viktor · Kazahsztán                                                       | 39,44    |
| C1 500 m    | Santos Isaquias · Brazília                                                | 1:54,49  | Chirila Catalin · Románia                                                               | 1:56,51  | Fuksa Martin · Csehország                                                          | 1:56,79  |
| C1 1000 m   | Chirila Catalin · Románia                                                 | 4:14,28  | Santos Isaquias · Brazília                                                              | 4:15,80  | Fuksa Martin · Csehország                                                          | 4:16,21  |
| C1 5000 m   | Tarnovschi Serghei · Moldova                                              | 23:37.85 | Madrigal Serguey · Kuba                                                                 | 23:37.94 | [[Brendel Sebastian]] · Németország                                                | 23:55.18 |
| C2 500 m    | Garcia Cayetano · Martinez Pablo · Spanyolország                          | 1:46,32  | Glazunow Wiktor · Barinak Tomasz · Lengyelország                                        | 1:46,81  | Liu Hao · Ji Bowen · Kína                                                          | 1:46,90  |
| C2 1000 m   | Brendel Sebastian · Hecker Tim · Németország                              | 3:54,91  | Liu Hao · Ji Bowen · Kína                                                               | 3:55,34  | Spence Carig · Himmelman Bret · Kanada                                             | 4:06,13  |
| C4 500 m    | Moreno Joan · Grana Pablo · Fontan Manuel · Sieiro Adrian · Spanyolország | 1:39,42  | Kitewski Aleksander · Sliwinski Arsen · Glazunow Wiktor · Zezula Norman · Spanyolország | 1:39,91  | Vegeles Vitaliy · Rybachok Andrii · Vandiuk Yurii · Mishchuj Taras · Spanyolország | 1:40,52  |

### Női

#### Kajak
*   Nem olimpiai versenyszám
| Versenyszám | Arany                                                                           | Arany    | Ezüst                                                                       | Ezüst    | Bronz                                                                                 | Bronz    |
| ----------- | ------------------------------------------------------------------------------- | -------- | --------------------------------------------------------------------------- | -------- | ------------------------------------------------------------------------------------- | -------- |
| K1 200 m    | Carrington Lisa · Új-Zéland                                                     | 41,94    | Osterman Anja · Szlovénia                                                   | 42,94    | Lucz Anna · Magyarország                                                              | 43,09    |
| K1 500 m    | Carrington Lisa · Új-Zéland                                                     | 1:58,69  | Govrcinovic Anamaria · Horvátország                                         | 1:59,97  | Hake Jule · Németország                                                               | 2:00,30  |
| K1 1000 m   | Bull Alyssa · Új-Zéland                                                         | 4:27,65  | Rendessy Eszter · Magyarország                                              | 4:28,97  | Govorcinovic Anamaria · Horvátország                                                  | 4:33,62  |
| K1 5000 m   | Kőhaémi Emese · Magyarország                                                    | 23:56,44 | Hake Jule · Németország                                                     | 24:00,17 | Eagen-Simmons Jennifer · Írország · Mihalik Sára · Finnország                         | 24:41,51 |
| K2 200 m    | Kiss Blanka · Lucz Anna · Magyarország                                          | 38,76    | Ouzande Sara · Portela Teresa · Spanyolország                               | 38,96    | Langlois Andreanne · Hrebacka Toshka · Kanada                                         | 38,99    |
| K2 500 m    | Naja Karolina · Pulawska Anna · Lengyelország                                   | 1:49,87  | Paszek Paulina · Hake Jule · Németország                                    | 1:50,28  | Peters Hermien · Broekx Lize · Belgium                                                | 1:52,64  |
| K4 500 m    | Naja Karolina · Pulawska Anna · Kakol Adrianna · Putto Dominika · Lengyelország | 1:30,70  | Beere Ella · Bull Alyssa · Clarke Alexandra · Steinepreis Yale · Ausztrália | 1:32,78  | Alanis Karina · Romero Isabela · Briones Beatriz · Montemayor Marcela · Spanyolország | 1:33,24  |

#### Kenu
*   Nem olimpiai versenyszám
| Versenyszám | Arany                                                                   | Arany    | Ezüst                                                                                              | Ezüst    | Bronz                                                                     | Bronz    |
| ----------- | ----------------------------------------------------------------------- | -------- | -------------------------------------------------------------------------------------------------- | -------- | ------------------------------------------------------------------------- | -------- |
| C1 200 m    | Harrison Nevin · Egyesült Államok                                       | 49,87    | Corbera Maria · Spanyolország                                                                      | 50,54    | Lin Wenjun · Kína                                                         | 50,55    |
| C1 500 m    | Luzan Liudmyla · Ukrajna                                                | 2:22,34  | Jensen Sophia · Kanada                                                                             | 2:23,21  | Mailliard Maria · Chile                                                   | 2:24,43  |
| C1 1000 m   | Luzan Liudmyla · Ukrajna                                                | 4:47,90  | Mailliard Maria · Chile                                                                            | 4:50,02  | Loske Annika · Németország                                                | 4:51,46  |
| C1 5000 m   | Vincent Katie · Kanada                                                  | 27:50,88 | Loske Annika · Németország                                                                         | 27:55,52 | Corbera Maria · Spanyolország                                             | 28:02,52 |
| C2 200 m    | Duboys Yarisleidis · Segura Katherin · Kuba                             | 45,09    | Lin Wenjun · Shuai Changwen · Kína                                                                 | 45,24    | Bragato Giada · Nagy Bianka · Magyarország                                | 47,59    |
| C2 500 m    | Xu Shixiao · Sun Mengya · Kína                                          | 2:01,26  | Luzan Liudmyla · Chetverikova Anastasiia · Ukrajna                                                 | 2:03,32  | Bragato Giada · Nagy Bianka · Magyarország                                | 2:04,70  |
| C4 500 m    | Jensen Sophia · MacKenzie Sloan · Vincent Katie · Osende Julia · Kanada | 1:56,14  | Szczerbinska Sylwia · Jacewicz Aleksandra · Szperkiewicz Katarzyna · Walczak Julia · Lengyelország | 1:56,31  | Bragato Gianka · Balla Virág · Takács Kincső · Nagy Bianka · Magyarország | 1:57,39  |

### Vegyes
| Versenyszám | Arany                                       | Arany   | Ezüst                                          | Ezüst   | Bronz                                                     | Bronz   |
| ----------- | ------------------------------------------- | ------- | ---------------------------------------------- | ------- | --------------------------------------------------------- | ------- |
| K2 500 m    | Bull Alyssa · Collison Jackson · Ausztrália | 1:39.48 | Portela Teresa · Pimenta Fernando · Portugália | 1:39.79 | Shultz Tobias · Arft Caroline · Németország               | 1:39.81 |
| C2 500 m    | Fitzpatrick Connor · Vincent Katie · Kanada | 1:56,87 | Brendel Sebastian · Koch Sophie · Németország  | 1:58,84 | Kitewski Aleksander · Szczerbinska Sylwia · Lengyelország | 1:59,17 |

## Éremtáblázat
*   Magyarország
| Helyezés | Ország                    | Arany | Ezüst | Bronz | Összesen |
| -------- | ------------------------- | ----- | ----- | ----- | -------- |
| 1.       | Spanyolország             | 4     | 2     | 2     | 8        |
| 2.       | Magyarország              | 4     | 1     | 6     | 11       |
| 3.       | Lengyelország             | 3     | 3     | 1     | 7        |
| 4.       | Kanada                    | 3     | 1     | 2     | 6        |
| 5.       | Németország               | 2     | 7     | 5     | 14       |
| 6.       | Ausztrália                | 2     | 2     | 1     | 5        |
| 7.       | Ukrajna                   | 2     | 1     | 2     | 5        |
| 8.       | Új-Zéland                 | 2     | 0     | 0     | 2        |
| 9.       | Kína                      | 1     | 2     | 2     | 5        |
| 10.      | Brazília                  | 1     | 1     | 0     | 2        |
| 10.      | Kuba                      | 1     | 1     | 0     | 2        |
| 10.      | Románia                   | 1     | 1     | 0     | 2        |
| 10.      | Svédország                | 1     | 1     | 0     | 2        |
| 14.      | Csehország                | 1     | 0     | 2     | 3        |
| 15.      | Moldova                   | 1     | 0     | 0     | 1        |
| 15.      | Amerikai Egyesült Államok | 1     | 0     | 0     | 1        |
| 17.      | Portugália                | 0     | 2     | 1     | 3        |
| 18.      | Chile                     | 0     | 1     | 1     | 2        |
| 18.      | Horvátország              | 0     | 1     | 1     | 2        |
| 20.      | Olaszország               | 0     | 1     | 0     | 1        |
| 20.      | Litvánia                  | 0     | 1     | 0     | 1        |
| 20.      | Szlovénia                 | 0     | 1     | 0     | 1        |
| 23..     | Belgium                   | 0     | 0     | 1     | 1        |
| 23..     | Finnország                | 0     | 0     | 1     | 1        |
| 23..     | Kazahsztán                | 0     | 0     | 1     | 1        |
| 23..     | Mexikó                    | 0     | 0     | 1     | 1        |
| Összesen | Összesen                  | 30    | 30    | 31    | 91       |